# マルチリンク式サスペンション
マルチリンク式サスペンション（マルチリンクしきサスペンション、英: Multi-link suspension）は、自動車用サスペンションの形式の一つ。4本以上の運動方向に拘束がない自在アームを三次元に配してアップライトを支持する構造である。
ここでは特に独立懸架方式の一種としてのマルチリンクについて記述する。固定車軸方式のものについては「リンク式サスペンション」を参照。

前後視

平面視

## 概要

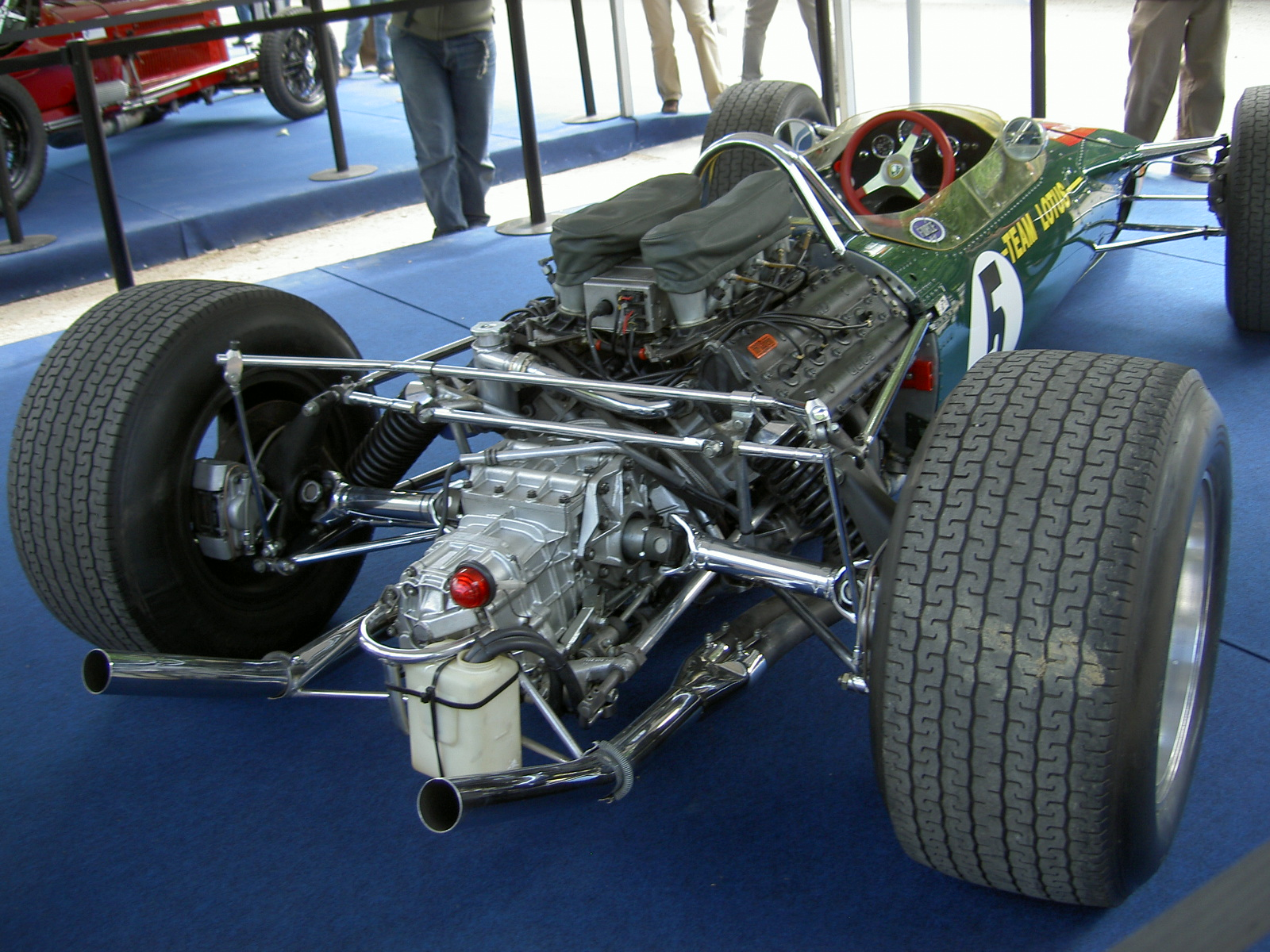
ロータス・49のリアサスペンション。アップライトを上I形、下逆A形のラテラルリンクと、バルクヘッドからの上下ラジアスリンクが支持している。

1960年代から1970年代にかけて、レーシングカーやスポーツカーに4リンク構成のリアサスペンション (駆動輪の懸架) が多く用いられた。これは上Iアームと下リバースAアームで保持されるアップライトを上下に配した2本の長いトレーリングリンクで前後位置決めするもので、当時フォード・モーターはこれをマルチリンクサスペンションと称していた。
1982年、ダイムラー・ベンツがセミトレーリングアーム式サスペンションの限界を打破すべく5リンク構成のリアサスペンションを開発し、メルセデス・ベンツ 190Eに初採用した。ダイムラー・ベンツではこのサスペンションをラウムレンカーアハゼ (Raumlenkerachse, 空間接続車軸≒スペースリンク式サスペンション) と称し、以後その構成を大きく変えることなく、主なメルセデス・ベンツ乗用車のリアサスペンションに採用されている。
マルチリンク式の明確な定義は無いが、一般には5本のリンクを用いてホイールの持つ6自由度の運動（直交3軸方向の直線運動＋直交3軸回りの回転運動）のうち1自由度（1方向の直線運動または1軸回りの回転運動、すなわちホイールストローク）を残して5自由度を拘束したものであるとする説がある。実際には2本まはた3本のリンクを剛結したA型アームによってリンクを置換したもの（1アーム＋3リンク、2アーム＋1リンク）といったバリエーションも存在する（ダブルウィッシュボーンや996型ポルシェ・911のようなIアームとセミトレーリングアームを組み合わせたようなもの）。マルチリンクの本質の理解が広がっていなかった頃には、サスペンション設計者ですら「仮想転舵軸（仮想キングピン軸）を持った構造」といった漠然とした理解しかできていなかったこともあった。登場としては理解と設計の容易なダブルウィッシュボーンの方が早かったため、「ダブルウィッシュボーンの延長線上にありキャンバーやトーイン等のコントロール性を重視した形式」とする資料もある。
基本的にはレーシングカーのように各ピローボールジョイントで接続したダブルウィッシュボーンでも理想的なトーイン、キャンバーを実現することは可能だが、一般の自動車においてはNVHの遮断のためにゴムブッシュを持ったジョイントを使用することが不可避である。しかしこの場合は予期せぬブッシュの変形によってアライメントが変化し、コーナリング中の自動車の挙動が不安定となる場合がある。特にコーナリング時のリア外側車輪がトーアウトとなることで危険なオーバーステアからスピンに至る可能性がある。現代のマルチリンクはさまざまな挙動によるブッシュの変形があったとしても常にアライメントをコントロールして操縦安定性を保つこととNVHの遮断を両立させることが目的となっている。
狙った1自由度運動を実現するための設計が難しい（膨大なリンク配置の組み合わせから絞り込む必要がある）が、正しく設計されていればキャンバーを常に適切に保つことでタイヤを路面に正しく接地させるとともに、コーナリングで外側の車輪をトーインとしてブレークを防ぐとともに優れた乗り心地を実現することができる。そのため、挙動が不安定になりやすいハイパワー後輪駆動車のトラクションを確保する目的でリアサスペンションに採用されることが多いが、高出力なFF車のフロントサスペンションに採用されるケースもある。
最近のマルチリンクはメルセデス・ベンツが190シリーズで導入した形式に追随したものが多くを占める。メルセデス・ベンツの特許US4,930,804の説明によれば、1.テンションストラット　（通称フロントアッパーストラット）2.キャンバーストラット　（通称リアアッパーストラット）、3.コンプレッションストラット（通称トレーリングストラット）、4.タイロッド、5.スプリングリンク（通称ロワアーム）からなっている。5にはスプリングとダンパーが接続されている。形式としては1と2をアッパーアーム、5をロアアームとしたダブルウイッシュボーンに前後方向を規制する3と、コーナリング中や急速発進およびブレーキ時に車輪を常にトーイン側に規制する4を追加した形になっている。なお1と2及び3と5は前方に開いている設定とアーム類の前方が後方より15度高い支点位置の設定により、ブレーキ時に車体後部を引き下げるアンチノーズダイブ特性および加速時に車体後部の沈みを防ぐアンチスクオット特性を持たせてある。
このような性能を維持するためには、ブッシュ類の点検管理を行う必要があり、またアーム類のベアリングの締め付けは車体に重量がかかった状態でブッシュに無用なプリロードがかからないように行う（通称ワンG締め付けと呼ばれる）。アームとベアリングの箇所が多いことから、分解、組み付け、その後のホイールアライメント調整にも時間を要し、また変形によりブッシュの寿命が短かい傾向がある。このため、保守費用が他の懸架方式に比べ高額になりやすい。

## 種類
リアサスペンションのマルチリンクでもっとも多い形式としては、２本のロアアーム（もしくは１本のA型アーム）、２本のアッパーアーム（もしくは１本のA型アーム）で基本的にハブを支持し、これにハブを前後方向を拘束するトレーリングアームと、ハブのトーインを規制するアームを加えた６本の構成が多い。これにより、大馬力が加わるコーナリング中にタイヤの対地キャンバーをネガティブ方向に保つとともにトーアウト方向に変化しやすい外側タイヤをトーイン方向に規制することで予期しないオーバーステアやスピンを防ぐ設定が多い。また、ロアアームの支点軸とアッパーアームの支点軸に角度をもたせることにより、アンチノーズダイブ特性やアンチスクワット特性を持たせているものも多い。
前輪では前輪を操舵するためにホイール内に多くのアームを設置することが困難である。このため車輪のハブからタイヤを避けながら上方に伸びる長いアーム（ナックル）を設置し、その上端をボールジョイントを経て短いアッパーアームに接続するアウトホイール型マルチリンクの設定が多く見られる。また仮想キングピン軸をなるべく車輪外側に寄せるために、ハブとロアアーム間およびハブとアッパーアーム間のボールジョイントを２個設定する例がある。
また大出力のFF車等では、トヨタのスーパーストラットサスペンション、ホンダのデュアルアクシス･ストラット･サスペンションなどのようにストラット式サスペンションの変形としてストラット下端とハブ上端間にジョイントを設置するとともにハブ上端を拘束するアームを追加することでマルチリンクに近いキャスターとキャンバーのコントロール性を持たせた変形ストラットが見受けられる。この場合同じ車種の低出力版では通常のストラット式として、高出力版のみ変形ストラットとするなどのグレードを差別化しているものが多い。